# Гэхтер, Симон
Симон Гехтер (Саймон Гэхтер, Сэймон Гехтер, нем. Simon Gächter; род. 8 марта 1965, Ненцинг) — австрийский экономист, профессор психологии принятия экономических решений в Ноттингемском университете. Областью научных интересов является поведенческая и экспериментальная экономика, экономика труда, экономика организаций и теория игр.

## Биография
Родился 8 марта 1965 года в городе Ненцинг, на территории федеральной земли Форарльберг.
В 1979—1984 годах он учился в Фельдкирхской коммерческой академии. Затем учился в Венском экономическом университете в 1984—1987 годах, где изучал экономику и психологию. В 1987 году, получив ступень бакалавра, поступил в магистратуру Венского университета. В 1990 году получил магистерскую степень Венского университета, а в 1994 году докторскую степень в Венском университете.
Во время обучения, работал научным сотрудником Венского университета в 1992—1994 годах. В ноябре 1994 года уже становится доцентом Цюрихского университета, или же обер-ассистентом. В 1999 году он получил хабилитацию, высшую научную квалификацию. Параллельно с преподаванием в Цюрихском университете он находился в составе исследовательской сети EU-TMR ENDEAR с марта 1998 года, он был главным исследователем, и проработал там до марта 2003 года. Также после завершения преподавания в Цюрихском университете в сентябре 2000 года, он становится профессором прикладной микроэкономики в Университете Санкт-Галлена и преподавал до января 2005 года.
Кроме того, с августа 1994 года он был помощником исследователя в исследовательском проекте Австрийского научного фонда по вынужденной безработице. Но уже в январе 1994 года он становится исследователем по контракту в проекте «Безработица у пожилых людей» в институте Людвига Больцмана в Вене, продолжая таким образом развивать тему, которую он изучал, будучи помощником до 1993 года. Само исследование длилось недолго, в марте он завершает работу в этом проекте и в возрасте 29 лет в апреле 1994 года становится приглашённым лектором Линцского университета.
В настоящее время является профессором психологии принятия экономических решений в Ноттингемском университете в Великобритании (он также получил британское гражданство) с 2005 года.

## Награды
За свои достижения был неоднократно отмечен:
- Prix Latsis National 2004 (ежегодно присуждается Швейцарским национальным научным фондом от имени Фонда Лациса, Женева, одному швейцарскому учёному моложе 40 лет).
- Премия Госсена 2005 (ежегодно присуждается Немецкой экономической ассоциацией одному исследователю, получившему международное признание).
- Член Европейской экономической ассоциации (с 2009 г.).
- Избранный член Немецкой академии наук Леопольдина (с 2010 г.).
- Грант для продвинутых исследователей Европейского исследовательского совета (ERC), 2 млн евро, 2012—2017 гг.
- Лауреат премии редактора за лучшую статью по экспериментальной экономике в 2018 г.
- Самый цитируемый исследователь Web of Science 2019 г.

## Вклад в науку
- В своей статье «Когда социальные нормы подавляют конкуренцию» в соавторстве с Э. Фером утверждал, что многие исследования с применением экспериментов исследования показывают, что люди склонны отвечать взаимностью и наказывать за несправедливое поведение. Они делают предположение, что эти поведенческие реакции способствуют исполнению трудовых контрактов и, следовательно, увеличивают прибыль от торговли. Им удалось выяснить, что если только одна сторона рынка имеет возможности для взаимных ответных действий, влияние взаимности на исполнение контрактов зависит от деталей системы материального стимулирования. Если обе стороны рынка имеют возможности для взаимных ответных действий, возникают устойчивые и мощные эффекты взаимности. В частности, взаимное поведение приводит к существенному увеличению набора обоюдных принудительных действий и, следовательно, к большому повышению эффективности.
- В статье «Справедливость на рынке труда» в соавторстве с Э. Фером сделали обзор экспериментов для изучения потенциала социальных мотиваций в объяснении явлений на рынке труда. Они попытались доказать, что лабораторные эксперименты — это полезный инструмент для изучения вопросов, теории рынка труда и экономики персонала. Они начали своё наблюдение с того, что трудовые отношения часто регулируются неполными контрактами. Они хотели проиллюстрировать в виде эксперимента, что явление взаимности, которая приводит к обмену подарками, является эффективным механизмом обеспечения исполнения контракта в условиях неполноты контракта. После чего они доказывают, что обмен подарками может объяснить различные явления на рынке труда, которые сложно объяснить с точки зрения обычной экономической теории. Далее они рассмотрели область экономики персонала в которой многие исследования, проводятся с использованием экспериментального метода. Предметом которого являются характеристики трудовых отношений и вопросов систем мотивации и стимулирования. Но, несмотря на то, что они раскрывают всю важность экспериментального метода, они все равно говорят, что эксперимент является дополнением к традиционным методам сбора данных.